# Randy Pausch
Randolph Frederick Pausch (23. oktober 1960 – 25. juli 2008) var en amerikansk professor i informatik og design ved Carnegie Mellon University i Pittsburgh i Pennsylvania i USA.
Han var også forfatter og udgav bestselleren The Last Lecture (den danske udgave Sidste forelæsning)  som var baseret på en tale som blev holdt 18. september 2007 på Carnegie Mellon University. Bogen har solgt over 3 millioner eksemplarer i USA, og er oversat til over 30 sprog.